# كيمبرلي بيك
كيمبرلي بيك (بالإنجليزية: Kimberly Beck)‏ هي ممثلة أمريكية، ولدت في 9 يناير 1956 بغلينديل في الولايات المتحدة.

## أعمال

### أفلام
- (1984)  الفصل النهائي
- (1996) يوم الاستقلال[4][5]

## وصلات خارجية
- كيمبرلي بيك على موقع IMDb (الإنجليزية)
- كيمبرلي بيك على موقع أول موفي (الإنجليزية)
- كيمبرلي بيك على موقع قاعدة بيانات الأفلام السويدية (السويدية)
- كيمبرلي بيك على موقع ديسكوغز (الإنجليزية)
- كيمبرلي بيك على موقع قاعدة بيانات الفيلم (الإنجليزية)